# Gyirmót FC Győr
Gyirmót Sportegyesület é uma equipe húngara de futebol com sede em Gyor fundada em 1993. Disputa a primeira divisão da Hungria (Campeonato Húngaro de Futebol).
Manda seus jogos no Ménfői út, que tem capacidade para 4.000 espectadores.